# Alan Černohous
Alan Černohous (* 2. května 1967 Zlín) je český politik, básník, spisovatel, písničkář, cestovatel a překladatel ruské filozofie a pravoslavné teologické literatury. Aktivně se účastnil protikomunistického odboje. V roce 1985 byl za své protikomunistické postoje na tři měsíce uvězněn. Vystřídal řadu zaměstnání. Pracoval jako topič, slévárenský dělník, lodník, metař, pracovník geodézie atd.
V roce 1989 začal studovat pravoslavnou teologickou fakultu. Cestoval po pravoslavných klášterech v Řecku, Srbsku, Rumunsku a později i v Rusku. V roce 1995 se zúčastnil bosenské války. V současné době[kdy?] žije v Hostýnských horách poblíž Bystřice pod Hostýnem jako poustevník.
Od února 2024 je místopředsedou politické strany Lepší život pro lidi (dříve Národní prosperita).

## Autorská tvorba
- Věčná paměť – novela, pravoslavné nakladatelství Světlo světa, 1990
- Výplach – román, M. U. K. L., 1991 – kritika
- Kosmická liturgie – sbírka básní, samizdat, 1994
- Nastěnka – novela, Votobia, 2003
- Jak přežít v Rusku (+ CD) – cestopis, Kitěž 2, 2006
- DEMONOKRACIE – velký román z přelomu věků, Nakladatelství J. Vacla, 2008

## Dosud vydané překlady
- Vladimír Solovjev: Idea nadčlověka, Votobia, 1997
- Vladimír Solovjev: Drama Platónova života, SMN, 1997
- Petr Kropotkin: Anarchistická etika, Votobia, 2000
- Michelina Tenace: Úvod do myšlení Vladimíra Solovjeva: Krása v přírodě, Refugium, 2000
- Nikolaj Berďajev: Filosofie Svobody – Filosofie a náboženství (1. díl), Votobia 2000
- Nikolaj Berďajev: Filosofie Svobody – Původ zla a smysl dějin (2. díl), Votobia 2000
- Vladimír Solovjov: Krize západní filosofie (Proti pozitivistům), Refugium, 2001
- Vladimír Solovjov: Filosofické základy komplexního vědění, Refugium, 2001
- Vladimír Solovjov: Ospravedlnění dobra, Refugium, 2002
- Vladimír Solovjov: Kritika abstraktních principů, Refugium, 2003
- Pavel Florenskij: Sloup a opora pravdy, Refugium, 2003
- Nicholas Roerich: Zářící Šambhala, Kitěž, 2003
- Sv. Dionýsios Areopagita (s komentáři Sv. Maxima Vyznavače): O mystické teologii; O božských jménech, Dybbuk, 2003
- Nikolaj Berďajev: Filosofie nerovnosti, Kitěž 2004
- Sergej Bulgakov: Nevěsta Beránkova (O Boholidství), Refugium, 2004
- Nikolaj Losskij: Nauka o reinkarnaci, Refugium, 2004
- LOSSKIJ, Nikolaj. Dějiny ruské filosofie. Překlad z ruského originálu История русской философии. Velehrad, Olomouc: Refugium Velehrad-Roma, Centrum Aletti Velehrad-Roma, 2004. 664 s. (Studie ruského myšlení). ISBN 80-86715-26-4. Kniha vychází v rámci vyzkumného záměru „Jednotná Evropa a křesťanství“ a ve spolupráci s Centrem Aletti v Olomouci.
- Boris Vyšeslavcev: Etika proměněného erota, Refugium, 2005
- Taťjana Grekova: Tibetský lékař kremelských vůdců, Mladá fronta, 2006
- Vladimír Solovjov: Teoretická filosofie, Refugium, 2006
- Vladimír Solovjov: Vybrané stati I., Refugium, 2006
- Alexej F. Losev: Hudba jako předmět logiky, Refugium, 2006
- Lev Šestov: Athény a Jeruzalém, Refugium, 2006
- Lev Šestov: Noc v Getsemanech. Pascalova filosofie., Refugium, 2007
- Vladimír Solovjov: Vybrané stati II., Refugium, 2007
- Ivan Alexandrovič Iljin: Hegelova filosofie jako nauka o konkrétnosti Boha a člověka, Refugium, 2008

- Filokalie I., Refugium, 2019

## Vydané články
- Drama Platónova života: úryvek, Aletti, 1999, sv. č. 3, str. 21-22
- Solovecké ostrovy – smutná atrakce Ruska, Rovnost, r. 2002, č. 40, str. 19
- Smutná atrakce Bílého moře, reportáž, Mladý svět, r. 2002, č. 45, str. 36-39
- Obrázky se Sibiře, reportáž, Týden, r. 2003, prosinec, str. 62-63